# Abbaye de Stapehill
L'abbaye de Stapehill est une ancienne abbaye de moniales trappistines, située dans le Dorset. Fondée au XIXe siècle, elle est fermée en 1991, quand la communauté des sœurs se déplace dans un autre monastère, à Whitland.

## Localisation et toponymie
L'abbaye est située au sud-est du Dorset, dans la vallée du Stour, sur la rive gauche (nord-est) du cours d'eau, mais à environ un kilomètre.

## Histoire

### Origine et fondation
L'abbaye est fondée en 1801 par six moniales cisterciennes ayant fui la Révolution française et ayant suivi à cette occasion la réforme d'Augustin de Lestrange. Jean-Baptiste Desnoyers (de) dirige le groupe qui se réfugie, après la Suisse et l'Allemagne, dans le Dorset. Deux monastères sont fondés à une trentaine de kilomètres l'un de l'autre : Lulworth pour les hommes et Stapehill pour les femmes.

### Les débuts
Les débuts sont difficiles, car la région d'implantation, une lande dénudée, couverte de bruyère et d'ajoncs, peu défrichée, n'offre guère de ressources. Les bâtiments sont construits peu à peu, en boue couverte de chaume, en fonction des besoins et de manière hétéroclite, ce qui donne au monastère des débuts un aspect de hameau plutôt que d'abbaye. Les premières sœurs vivent de la récolte et de la revente du fumier, et sont aidées spirituellement et matériellement par les trappistes de Lulworth. Aux débuts, les moines fabriquent les chaussures des trappistines et leur fournissent entre autres le lait, tandis que ces dernières lavent le linge d'autel et raccommodent les vêtements des premiers. Puis les sœurs reçoivent une vache en cadeau et embauchent un fermier qui fait prospérer la ferme monastique ; il est remplacé en 1808 par un trappiste irlandais, le frère Patrick, venu de Lulworth prêter main-forte à la communauté de Stapehill.
La communauté des débuts est composée de religieuses ayant pour la plupart effectué leurs vœux avant la Révolution, et sont donc assez âgées. La première recrue locale, Marie Slade, est la fille d'un charpentier de Lulworth ; arrivée en octobre 1804, elle ne devient novice qu'en février 1807, fait profession en octobre 1809, mais meurt très jeune, à trente-deux ans, le 7 mai 1817. À sa suite, le recrutement local s'avère intermittent ; néanmoins, durant les seize premières années, un certain accroissement est sensible : de six habitantes en 1801, le monastère passe à vingt-huit en 1816.
En échange de la jouissance du domaine de Stapehill, les sœurs ont accepté de gérer une « mission catholique », sorte de paroisse informelle, dont la gestion plutôt chaotique et onéreuse provoque plusieurs conflits avec l'évêque William Sharrock (en). La petite église de la communauté accueille les deux groupes, monastique et paroissial, dans le même lieu, ce qui ne va pas sans poser des problèmes. La résolution de ces ambiguïtés n'est accomplie qu'en 1851, après les quatre années de construction de la nouvelle abbatiale, avec ses deux nefs parallèles ; l'ancienne église devient dès lors le réfectoire des trappistines.

### AuXXesiècle
En 1932, l'abbaye essaime et fonde une communauté monastique à Glencairn, en Irlande.
En 1991, la communauté choisit de déménager pour s'établir au Pays de Galles, à proximité immédiate d'une abbaye cistercienne médiévale en ruines, celle de Whitland.

### Abbesses
L'abbesse fondatrice est mère Augustin de Chabannes, née Rosalie-Marie de Vergezes, morte le 13 juin 1844 à 75 ans

## Architecture

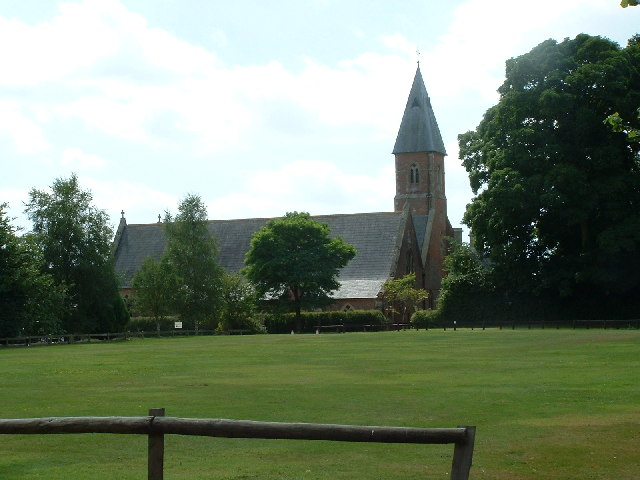
Le clocher de l'abbatiale vu de la route.

### L'église abbatiale
L'abbatiale présente la particularité d'être une église à deux nefs jumelles séparées par une grille de fer forgé, celle du sud étant réservée aux sœurs et l'autre aux fidèles de la paroisse. Elle est l'œuvre de Charles Francis Hansom (en). Les deux chœurs sont profonds de deux travées et chaque nef de cinq. Le clocher est situé sur la façade occidentale de la nef des sœurs, qui ne s'ouvre que par de petites fenêtres. Au contraire, la nef des laïcs s'ouvre à l'ouest par une vaste verrière à trois lancettes. Outre le portail ouest donnant dans cette dernière nef, un portail nord peu usité permet aussi un accès dans l'église depuis l'extérieur.

### Les autres bâtiments
Les bâtiments monastiques sont situés au sud de l'église ; compte tenu de la nature du sol, mais aussi de la provenance des sœurs, l'ensemble du monastère est fait de briques.